# Georges Boulanger
Pour les articles homonymes, voir Georges Boulanger (homonymie) et Boulanger (homonymie).
Georges Ernest Jean-Marie Boulanger, né le 29 avril 1837 à la Caliorne à Rennes (France) et mort le 30 septembre 1891 à Ixelles (Belgique), est un officier général et homme politique français. Ministre de la Guerre en 1886, il est notamment connu pour avoir ébranlé la Troisième République, porté par un mouvement nommé « boulangisme ».

## Biographie

### Carrière militaire
Fils d’Ernest Jean Rosalie Boulanger (16 juillet 1805, Rennes - 9 mai 1884, Paris), bourgeois breton (avoué à Bourg-des-Comptes), et de Mary Ann Webb-Griffith, aristocrate galloise (issue de la famille Griffith of Burton Agnes), il est élevé en Bretagne et fait ses humanités au lycée de Nantes où Clemenceau est son condisciple, entre 1848 et 1853.
Après des études militaires à Saint-Cyr, d'où il sort en 1856, promotion Crimée-Sébastopol, il participe aux campagnes de Kabylie comme sous-lieutenant au 1er regiment de tirailleurs algériens. En 1859, il participe à la campagne d'Italie. Une grave blessure à la poitrine infligée à Robecchetto con Induno lui vaut la Légion d'honneur et une promotion comme lieutenant en mars 1860.
En 1861, il participe à la campagne de Cochinchine contre Tự Đức. Il est à nouveau blessé à Traï-Dan d'un coup de lance empoisonnée à la cuisse en février 1862 et est promu capitaine en juillet. Il retourne en Algérie en 1864, il épouse le 22 février 1865 une cousine, Lucie Renouard. En janvier 1867, il devient capitaine-instructeur à l'École spéciale militaire de Saint-Cyr, il est promu commandant le 17 juillet 1870. Bon officier, meneur d'hommes, exigeant et bienveillant et avec un courage certain, Boulanger obtient un avancement correct sous l'Empire.
Il participe ensuite à la guerre de 1870 sans être des batailles perdues durant l'été, il est promu en novembre lieutenant-colonel au 133e régiment de marche. Il est blessé pour la troisième fois d'une balle dans l'épaule à la bataille de Champigny lors de la défense de Paris le 2 décembre 1870.
Promu au grade de colonel en janvier, il reçoit le commandement du 114e régiment d'infanterie de ligne à la tête duquel il participe à la répression de la Commune de Paris, en particulier durant la Semaine sanglante. Il s'en vantera beaucoup dans ses rapports et jusqu'en 1872, jusqu'à son alliance politique avec l’extrême gauche, qui rendait gênante cette participation à la répression, le mettant cependant en difficulté dès 1887 mais les socialistes et les radicaux le soutenant fermant finalement les yeux sur les événements. 
Le 24 mai, il est blessé lors de la prise du Panthéon. Cité dans le rapport du maréchal de Mac Mahon, il est promu commandeur de la Légion d'honneur le 24 juin 1871. Mais son avancement est jugé trop rapide par les autorités militaires. La commission de révision des grades, désignée le 8 août 1871 par l'Assemblée nationale pour revoir les avancements accordés par le gouvernement de la Défense nationale, le rétrograde comme lieutenant-colonel puis le nomme au 109e à la date du 25 novembre 1871. il songe à la démission face à cette injustice et fait appel au député Théophile Bidard, son oncle, pour écrire une pétition en janvier 1872 puis en mars une lettre à la commission sans résultat. Il ne fait alors pas appel au Conseil d'État. Il passe ainsi d'une rage chaude à une rage froide et cherche probablement à se venger. 
Il est nommé plus tard commandant en second du 133e régiment d'infanterie de ligne. En novembre 1874, il retrouve son grade de colonel et en devient le commandant, avec pour supérieur le duc d'Aumale — un fils de Louis-Philippe —. Il est alors qualifié dans les rapports de ses supérieurs, d'officier compétent, sévère, très ambitieux et avec peu de tact. Il devient alors arriviste. En 1873, il affiche un zèle pour l'Église, fréquente l'évêque de Belley et va aux cérémonies religieuses, participant même à un pèlerinage de Paray-le-Monial. En 1877, il semble envoyer des lettres au prince impérial. En 1879, face à la victoire républicaine, il écrit à ses supérieurs en mai qu'il n'est pas bonapartiste et plutôt proche des républicains. Souhaitant devenir général de brigade, il utilise toutes les ressources disponibles, il fait appel au duc d'Aumale en janvier 1880, au général Millot en mars, à Léon Gambetta en avril en l'assurant de son dévouement à la République et à Gambetta lui-même. Après avoir reçu l'appui du duc en mai, il le remercie avec une lettre contenant le fameux « Béni soit le jour ». Le 29 avril 1880, il est fait à 43 ans général de brigade, ce qui fait de lui le plus jeune général de l'armée française.
Il obtient le commandement de la 14e brigade de cavalerie en juillet. En août 1881, il représente la France aux fêtes du centenaire de l'indépendance américaine à Yorktown (Virginie), où il retrouve le comte Dillon et crée un incident en demandant que l'on retire le pavillon allemand qui flottait aux côtés des couleurs franco-américaines, en célébration de l'aide de La Fayette et de Friedrich Wilhelm von Steuben au peuple américain. Le général estimait en effet que la France avait agi en tant que pays, mais que Friedrich Wilhelm von Steuben n'était là qu'à titre privé. C'est la France qui sélectionna et expédia à ses frais le baron aux révoltés américains sur un navire de Beaumarchais.
En avril 1882, le ministre de la Guerre, le général Billot, le nomme directeur de l'Infanterie à contrecœur, sur insistance de Léon Say. Il reste à ce poste jusqu'en février 1884. Il construit alors un véritable réseau de personnalités et profite de sa nouvelle position pour faire du zèle. Il se rapproche alors de Jules Ferry et de Georges Clemenceau, mais aussi de Félix Granet, qui le met en relation avec Ernest Constans. Il utilise aussi des journalistes véreux pour faire passer des articles à sa gloire dans des journaux radicaux, apprenant ainsi la puissance de la presse et de l'apparence. 
Durant ces années, Boulanger cherche déjà à devenir ministre mais doit d'abord devenir général de division et prouver son républicanisme. Dès 1883, il met en action son réseau mais le général Jean Thibaudin, nouveau ministre de la Guerre en janvier, refuse de passer Boulanger alors qu'il n'a que quatre ans dans son grade. Boulanger est ulcéré par ce refus et, après l'action de ses amis et le remplacement de Thibaudin par Jean-Baptiste-Marie Campenon, il devient, en février 1884, général de division. En mars, il est fait commandant de la division d'occupation de Tunisie. Boulanger doit alors travailler avec le pouvoir civil, Paul Cambon, le résident général. Cependant, si la relation commence plutôt bien, rapidement Cambon et Boulanger deviennent des rivaux. Après la chute de Ferry lors de l'affaire du Tonkin, Boulanger se pose alors comme protecteur intransigeant de la défense de l'honneur national face aux Italiens de Tunisie. Malgré cela, Cambon obtient en juin 1885, tous les pouvoirs administratifs, judiciaires mais aussi militaires. Les deux hommes sont donc appelés à Paris pour expliquer leur rivalité et la commission d'enquête donne raison à Cambon, malgré le soutien de son ministre qui lui évite toute punition sérieuse. Les actions de Boulanger en Tunisie montrent déjà les éléments qui vont composer le boulangisme : utilisation de la presse, gesticulation importante, poses patriotiques bruyantes et activation de ses réseaux.

### Parcours politique
À partir de l'été 1885, Boulanger ne pense plus qu'à une place de ministre, espérant alors un gouvernement de Constans qui est son allié. Cependant, Brisson reste en place et les promesses aux nombreux officiers pour avoir leurs soutiens demeurent vides de sens. En novembre 1885, l'élection présidentielle lui semble être un gâchis politique et il faut attendre janvier 1886 pour le voir rentrer dans le 3e gouvernement Freycinet. 

#### Ministre de la Guerre

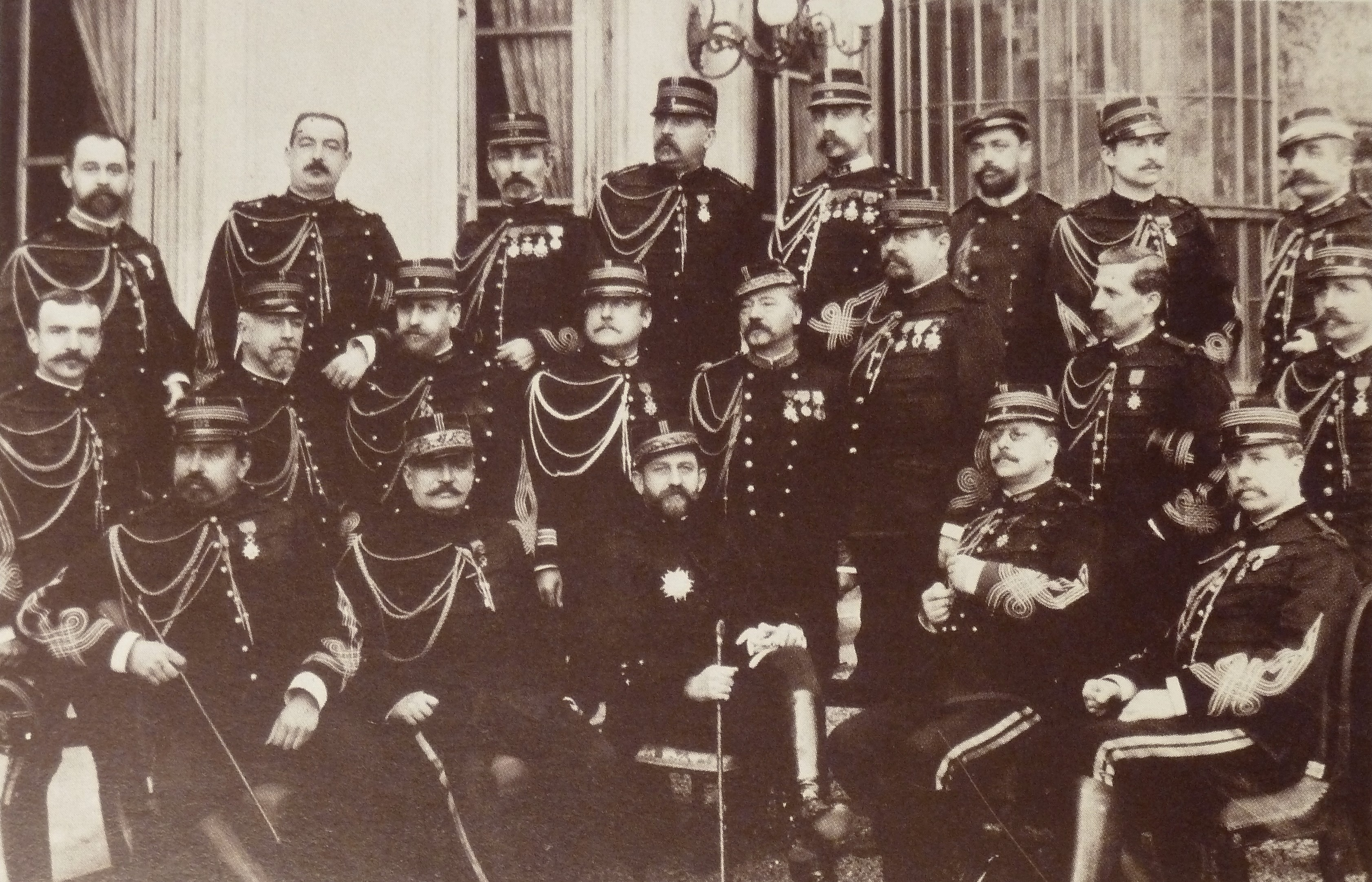
L'état-major du général Boulanger, 1886.

Familier de Georges Clemenceau — l'un de ses condisciples du lycée de Nantes —, il semble l'imposer à Freycinet comme ministre de la Guerre dans le cabinet formé le 7 janvier 1886, cependant, selon Freycinet, c'est Édouard Campenon qui conseille Boulanger à sa place. Freycinet, qui connait ses relations avec les radicaux, lui ordonne de ne rien faire sur les questions politiques sans le consulter. Boulanger choisit comme directeur de cabinet un artilleur proche des radicaux et comme sous-chef un commandant franc-maçon. Les opportunistes le critiquent immédiatement pour ses positions et sur son passé et le présentent comme ambitieux et peu scrupuleux. Il leur donne raison en adressant à l'armée un message le jour même de sa nomination et en créant un bureau de presse pour alimenter les journaux, notamment radicaux, de ses actions passées et présentes.

##### Dans le troisième gouvernement Freycinet

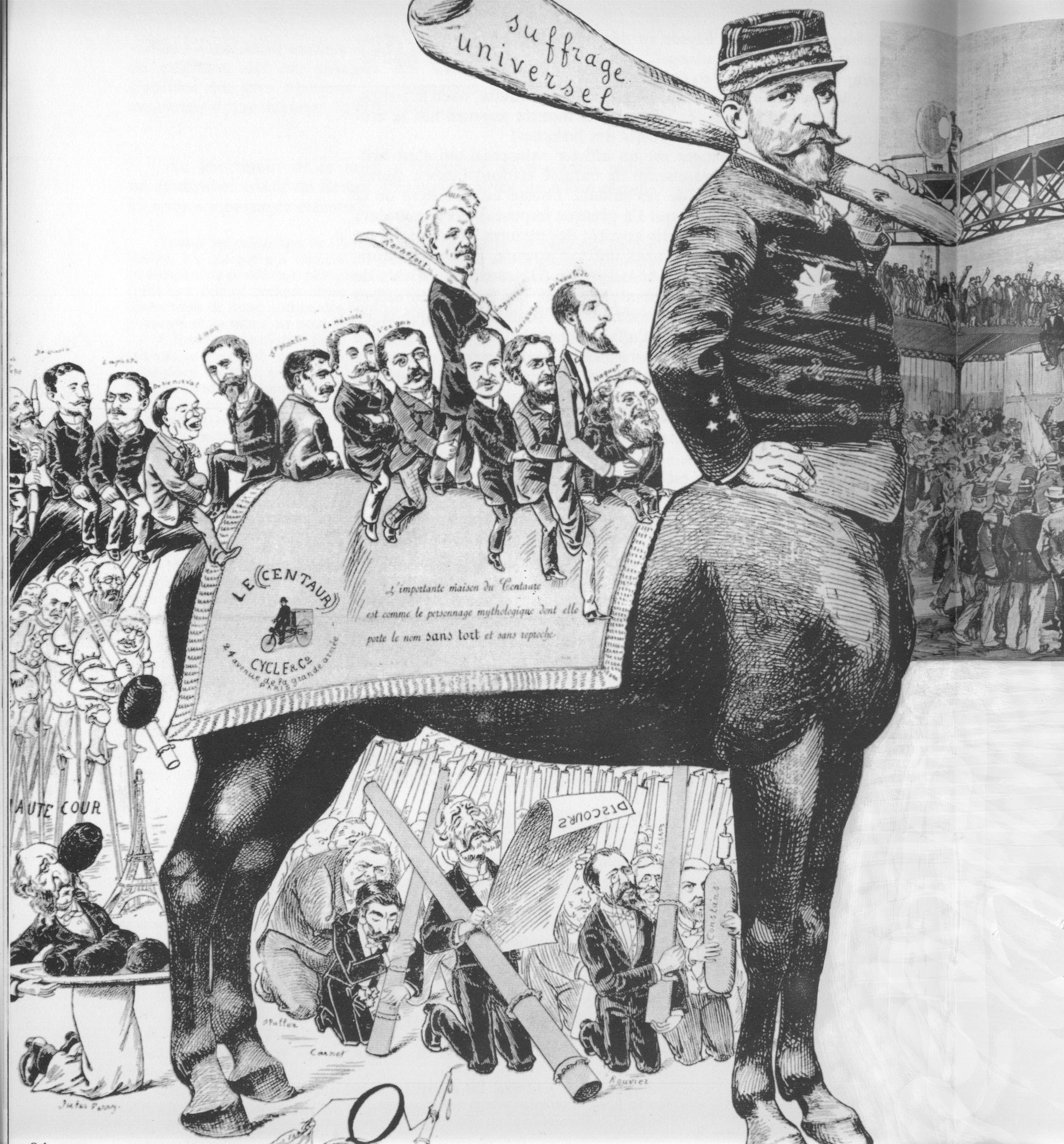
Dessin humoristique du général Boulanger à la barbe blonde, aux yeux bleus, faisant référence à son habitude de parader à cheval noir.

Boulanger a une conception très conventionnelle de la prochaine guerre : rapide et offensive. Il innove cependant dans la conception de la position de ministre de la Guerre, se considérant comme le chef de l'armée. C'est un bon ministre qui est surtout un animateur dynamique plus qu'un réformateur, il fait avancer les dossiers comme l'adoption et la mise en fabrication du fusil Mle 1886 dit fusil Lebel. L'arme utilisait pour la première fois la poudre sans fumée et avait des performances balistiques sans égales pour l'époque. Il organise la pose du téléphone au ministère. Il travaille beaucoup, se montre aux journalistes. Il préside, inaugure, inspecte. Il parle alors en ministre politique.  
En mai 1886, il dépose un grand projet de loi militaire, qui inspirera une loi adoptée en 1889, reprenant des travaux antérieurs ; celle-ci est très politique, passant le service à 1 ou 3 ans selon le tirage au sort et supprimant les dispenses de service militaire aux enseignants, aux élèves des grandes écoles et aux séminaristes dans un esprit égalitaire. Elle prévoit de supprimer les écoles de formations au profit d'une École normale militaire. Ce point, face à la contestation dans l'armée, n'aboutira pas. Il fait passer en avril une loi sur le contre-espionnage, qui permet la création des carnets A et B et donne une base juridique pour la répression de l'espionnage. Il place aussi ses pions personnels, changeant des chefs de service et nommant des colonels qui lui sont loyaux. Il change aussi le président du comité de la cavalerie, Gaston de Galliffet, sous le prétexte qu'il est un répresseur de la Commune. Il tente aussi d'écarter Félix Gustave Saussier comme gouverneur de Paris, sans succès, celui-ci ayant le soutien total de Jules Grévy. 
Ses réformes — dont l'autorisation du port de la barbe — le rendent populaire chez les militaires. Il parvient à régler la crise des mines de Decazeville sans faire tirer les soldats, ce qui le rend populaire à gauche (par exemple Henri Rochefort). Cette réputation de général républicain est confirmée après la loi du 22 juin 1886 qui interdisait le séjour sur le territoire national « aux chefs des familles ayant régné sur la France et leurs héritiers directs » et prévoyait aussi leur exclusion de l'armée. Boulanger fait signer à Jules Grévy et notifier aux membres de la maison d'Orléans leur radiation des cadres de réserve, en particulier au duc d'Aumale (qui avait pourtant protégé sa carrière). Le duc, ayant protesté par écrit contre cette mesure, est expulsé en Belgique par le directeur de la Sûreté le 14 juillet.
La popularité de Boulanger ne cesse de croître et il se permet de devenir le point central de la revue du 14 juillet 1886 — qui célébrait aussi le retour de l'expédition du Tonkin. Sa prestance y fait impression. Il est célébré par la chanson de Paulus, En revenant de la revue.
En juin, la loi d'exil des princes est votée par la Chambre. Dès juillet, Boulanger entreprend de lui-même de radier les princes Murat et son fils, tous les princes, le comte de Paris et le duc d'Aumale avec une interprétation très large de la loi. Le Conseil d'État conteste sa décision mais ne peut revenir sur la décision de lui-même. Il rejette tous les recours des princes à l'exception des Murat. Le duc d'Aumale écrit à Grévy directement pour ne pas être expulsé, sans succès. Boulanger se défend contre la droite monarchiste face à ces radiations et obtient à nouveau le soutien des radicaux, se justifiant en disant que ceux-ci n'avaient eu ces grades que pour leur sang, oubliant leurs campagnes en Algérie. C'est à ce moment-là que les lettres de Boulanger écrites entre 1879 et 1880, alors que celui-ci cherchait son soutien pour une promotion, sont publiés sans le consentement du duc. Boulanger dément d'abord les extraits, s'énerve mais lorsque la totalité des lettres sont publiées, il doit avouer. Grévy et Freycinet le blâment mais ne le démettent pas. Boulanger échappe à la tourmente uniquement par les vacances parlementaires. Cet événement montre déjà que Boulanger ment ouvertement pour obtenir ce qu'il veut.
Il parcourt la France pour des inaugurations, des discours, etc. Le 17 septembre 1886, à Libourne, il se distingue par un discours belliqueux : « Nous pouvons enfin renoncer à la triste politique défensive ; la France doit désormais suivre hautement la politique offensive ». Il commence à représenter l'image du « Général Revanche » qui séduit les nationalistes. Après un meeting organisé par Paul Déroulède et la Ligue des patriotes au cirque d'Hiver de Paris, le refrain « C'est boulange, boulange, boulange, c'est Boulanger qu'il nous faut » est crié par 10 000 personnes sur les grands boulevards.
L'amendement d'un député sur la suppression des sous-préfets fait tomber le gouvernement le 3 décembre. Mais René Goblet, qui succède à Freycinet, est obligé de conserver Boulanger, dans une configuration plus conservatrice, les radicaux abandonnant un gouvernement auquel la droite apporte son soutien.

##### Dans le gouvernement Goblet
Gage du soutien des radicaux, le ministre Boulanger reste en place. Il semble dès lors cumuler les provocations envers l'Allemagne (érection de baraquements dans la région de Belfort, interdiction d'exporter des chevaux, interdiction de la représentation de Lohengrin, etc.) qui amènent l'Allemagne à convoquer plus de 70 000 réservistes au mois de février 1887. Boulanger est d'ailleurs officiellement désigné par Bismarck comme une menace pour la paix le 11 puis le 28 janvier 1887. De plus, en février, Boulanger commet une erreur politique et diplomatique en voulant donner une lettre confidentielle au tsar de Russie via l'attaché militaire mais sans passer par le ministre des Affaires étrangères, qui l'en empêche. En mars 1887, lors de la discussion d'un projet de loi militaire, il est défait sur la question de la transformation de Polytechnique en école civile. Il utilise alors les journaux pour s'adresser au président de la commission. Face au tôlé, il doit s'excuser.
Enfin, le 20 avril 1887, survient l'affaire Schnaebelé. Désormais Boulanger, trop va-t'en guerre, semble dangereux pour les opportunistes et cet épisode, alors que Boulanger y tient une place publique réduite, est fortement utilisé pour construire sa légende et accélérer son éviction par les opportunistes.   
Le 17 mai 1887, le gouvernement Goblet chute pour permettre de démettre Boulanger. Le 31 mai 1887 est formé un nouveau cabinet, mené par Rouvier, qui ne comprend pas Boulanger — le général Ferron reçoit le ministère de la Guerre. Cette éviction choque les radicaux et les nationalistes. C'est alors que naît le mouvement boulangiste. Cette chute permet a posteriori à Boulanger de renforcer sa légende d'avoir eu une persécution imméritée et d'avoir été coupé des espérances nationales.

#### Les réformes militaires de Boulanger

##### Comme directeur de l'Infanterie
- Introduction de la morue dans l'ordinaire
- Application de la loi sur la remonte des capitaines
- Adoption du bourgeron de toile
- Suppression de la retraite du soir (permissions de minuit)
- Adoption du havresac nouveau modèle
- Unification des types de guérites et peintures aux couleurs nationales de ces édicules
- Autorisation permanente des sorties de théâtre et du port de la barbe (en plus de la moustache) pour les sous-officiers rengagés
- Vélocipédisation de l'armée

##### Comme ministre de la Guerre
- Réorganisation de l'état-major
- Adoption du fusil Lebel
- Institution de nouvelles troupes coloniales (annamites)
- Réorganisation de la gendarmerie nationale[28]
- Réorganisation de l'aérostation militaire
- Réorganisation du génie
- Réorganisation de la surveillance des frontières
- Réorganisation du service de contre-espionnage
- Amélioration de l'ordinaire (réfectoire dans chaque caserne)
- Autorisation du port de l'épée aux sous-officiers rengagés
- Remplacement de la gamelle par des assiettes
- Droit de posséder des fourchettes
- Remplacement des paillasses par des sommiers
- Suppression des dispenses militaires pour les jeunes bourgeois faisant des études
- Suppression des dispenses militaires pour les ecclésiastiques (« les curés sac au dos »)
- Renommage d'établissements militaires

#### Chef du mouvement boulangiste

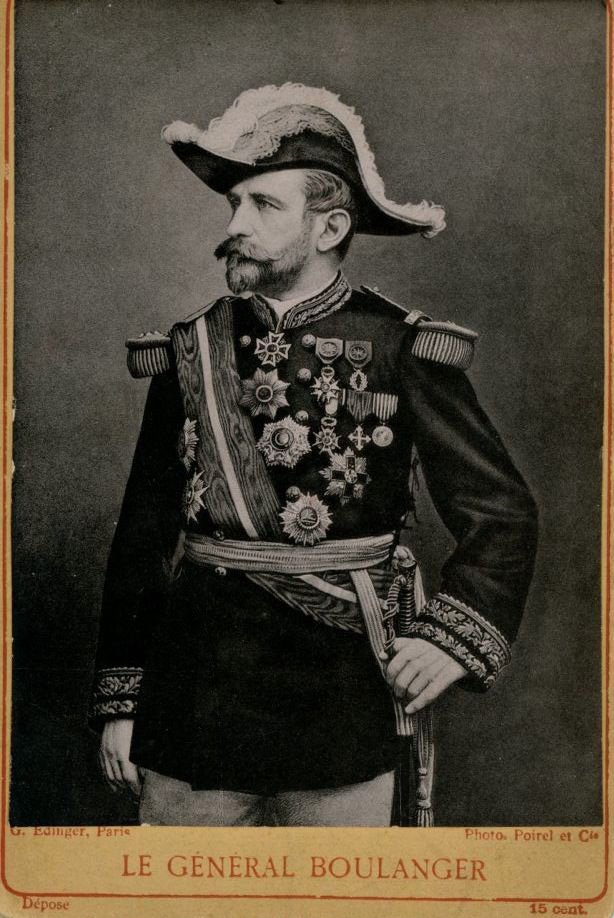
Georges Boulanger en grande tenue de général de division, portant une tunique constellé de décorations et barré d'un ruban de moire amarante, un bicorne à plumes blanches penché sur l'oreille.

Sans qu'il ait posé sa candidature — mais à l'appel de Rochefort et de la Ligue des Patriotes —, 100 000 bulletins, soit 13 % des votants, ajoutent le nom de Boulanger à un candidat radical à une élection partielle de la Seine, le 22 mai 1887. En secret, Alfred Naquet propose à Boulanger un coup d'Etat, qu'il prend bien soin de refuser alors qu'il n'a plus aucun pouvoir militaire ou politique. Le soir même de la nomination du nouveau gouvernement, la première manifestation véritablement boulangiste se déroule à l'Opéra, où les personnes présentes scandent son nom et chantent En revenant de la revue. La manifestation est facilement et rapidement dispersée.
La popularité du général continue de croître grâce à l'action de Rochefort mais aussi à l'argent d'origine inconnue de Boulanger pour soutenir des journaux et des affiches. Le 24 juin 1887, Paul Déroulède organise une protestation contre la condamnation en Allemagne d'un français vivant en Alsace pour trahison, qui se transforme en meeting pour le retour de Boulanger avec entre 3 000 et 5 000 personnes. En réponse, le gouvernement le nomme commandant du 13e corps d'armée à Clermont-Ferrand. Son départ le 8 juillet donne lieu à une démonstration de foule : 10 000 personnes envahissent la gare de Lyon, couvrent le train d'affiches « Il reviendra » et bloquent son départ pendant plus de trois heures et demie.
À Clermont-Ferrand, Boulanger cherche à se maintenir dans l'actualité dans l'objectif de redevenir ministre. L'Intransigeant et L'Autorité parlent tous les jours de lui. Sur place, il soigne sa propagande avec l'aide du conseiller municipal et ancien communard Achille Ballière, distribuant ou vendant des affiches de ses discours, mais aussi des portraits, des médailles et des bustes de lui-même. Le 24 juillet 1887, Jules Ferry dans un discours à Épinal l'insulte en le traitant de « Saint-Arnaud de café-concert », expression qui restera. Boulanger souhaite alors un duel de réparation, mais il demande de trop grandes conditions (tirs illimités jusqu' à la touche ou un tir à vingt pas au visé avec pistolet à canon rayé, ainsi que le déplacement de Ferry à Clermont-Ferrand) et l'affaire se termine rapidement.  
Survient le scandale des décorations dans lequel son nom est jeté par la presse, malgré son innocence. Pensant à un coup du ministre Ferron, il s'exprime dans les journaux en l'attaquant directement. Ferron, après s'être assuré que les articles provenaient bien de lui, lui inflige 30 jours d'arrêt. Boulanger fait alors le mur pour rejoindre sa maîtresse à Royat.
Revenu à Paris le 28 novembre 1887, il participe aux « nuits historiques » des radicaux et membres de l'extrême-gauche. Il n'y parle que très peu, si ce n'est pour les détourner de la tentation de coup d'État où d'émeutes. Dans la soirée du 29, il rencontre le baron de Mackau pour sonder les monarchistes.
Le président Grévy est contraint de démissionner le 2 décembre. Boulanger intervient auprès de tous, Freycinet, Floquet et Mackau, pour effectuer des tractations pour élire son successeur. Ce sont les bonapartistes et l'extrême-gauche qui sont le plus en sa faveur. Cependant, aucun ne choisissant de voter directement pour lui, c'est finalement Sadi Carnot qui est élu et choisit Pierre Tirard comme chef de cabinet mais refuse l'entrée de Boulanger au ministère.
Arthur Dillon, camarade de promotion de Boulanger, est un royaliste orléaniste souhaitant la restauration ; il ne se fait pas d'illusion sur Boulanger, sachant qu'il n'œuvre que pour lui-même, mais pense que Philippe d'Orléans (1838-1894), comte d'Orléans, peut l'utiliser pour déstabiliser la République et revenir au pouvoir. Le premier contact avec les royalistes a lieu le 17 octobre 1887 où Dillon présente Boulanger comme un conservateur. Le 29 novembre 1887, via un certain nombre de contacts, Boulanger rencontre le baron de Mackau pour stopper l'élection de Ferry. L'objectif est de faire élire Freycinet pour avoir un ministère Goblet avec Boulanger comme ministre de la Guerre. Après cela, il est possiblement dit qu'un coup d'État pourrait avoir lieu, mais ce qui est vraiment dit est inconnu. 
Le 2 janvier 1888, Boulanger rencontre secrètement, en Suisse, le prince Napoléon, via Georges Thiébaud, qui lui apporte le soutien des bonapartistes jéromistes. Thiébaud invente alors la tactique électorale du plébiscite via des élections partielles ou, parfois, des élections locales. En échange, Boulanger doit aider l'élection de Plon-Plon (surnom de Napoléon-Jérôme Bonaparte) à la Présidence. Pour l'élection du 26 février suivant, la candidature du général, présenté comme bonapartiste, est posée dans sept départements, dans lesquels il obtient 54 671 voix. Cependant le général est toujours en activité et de ce fait inéligible. Le 15 mars, le général Logerot, ministre de la Guerre, le relève de ses fonctions officiellement parce qu'il est venu à de multiples reprises à Paris sans autorisation, officieusement parce que la police sait que Boulanger est bien responsable de ses candidatures. À nouveau candidat dans les Bouches-du-Rhône et dans l'Aisne, Boulanger est traduit par le gouvernement devant un conseil d'enquête que le général Faidherbe doit présider. Celui-ci étant trop malade, c'est finalement le général Victor Février qui préside ce conseil le 26 mars 1888. Février a aussi un dossier sur les menées politiques de Boulanger mais ne veut l'utiliser qu'en dernier recours. Boulanger se défend calmement mais vers la fin du conseil se plaint que les vrais motifs d'accusation sont politiques. Février lui indique alors que l'on peut aussi aller sur ce terrain et qu'il possède notamment un dossier qu'il peut communiquer. Boulanger refuse immédiatement. À l'unanimité, le conseil décide de le radier de l'armée pour fautes graves et il est mis à la retraite d'office. Le lendemain le 27 mars 1888, Logerot adresse à Carnot un rapport et le projet de décret qui est signé. Le général à la retraite est maintenant éligible ; cependant, il est ulcéré par cette décision et cherche à se venger. 
Boulanger se présente immédiatement dans l'Aisne, où il se désiste au second tour, dans l'Aude, sans y être officiellement candidat mais avec une campagne de ses partisans, en Dordogne, où il est soutenu par les bonapartistes, où il obtient 59 000 voix, soit 59,4 % des voix dès le premier tour et dans le Nord où il obtient 172 500 voix soit 64,3 % : il est ainsi doublement élu à la Chambre et choisit d'être élu du département du Nord. Il choisit ce département pour ses ouvriers et ses mineurs. 
Une foule de 10 000 personnes assiste à son entrée à la Chambre des députés le 19 avril suivant. De nombreuses caricatures de presse illustrent la crise. 
Le 13 juillet 1888, après un vif échange à la Chambre à l'issue duquel il démissionne de sa charge de député, il est défait en duel par le président du conseil Charles Floquet, qui lui inflige une blessure importante au cou.

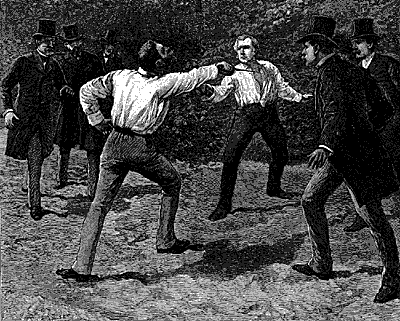
Le duel entre Georges Boulanger et Charles Floquet, le 13 juillet 1888.

Outre celui des bonapartistes, Boulanger ne tarde pas à recevoir le soutien des monarchistes, qui ont échoué à restaurer la monarchie et cherchent à affaiblir le régime républicain. La duchesse d'Uzès finance Boulanger au nom du comte de Paris à hauteur de 3 millions de francs. Albert de Mun et Henry de Breteuil dînent avec lui en secret.
En juillet-août 1889, il se présente aux élections cantonales dans 400 cantons (sur environ 1300). Empêché par sa blessure en duel, son discours est lu "en son nom" lors du Banquet "révisionniste" de Saint-Mandé le 13 juillet 1888.  
Il est élu conseiller général dans les cantons suivants :
- canton de Commentry (Allier)
- canton de Montluçon-Est (Allier)
- canton de Bordeaux-4 (Gironde)
- canton de Saint-Macaire (Gironde)
- canton de Rennes-Sud-Est (Ille-et-Vilaine)
- canton d'Issoudun-Nord (Indre)
- canton de Tours-Centre (Indre-et-Loire)
- canton de Nancy-Ouest (Meurthe-et-Moselle)
- canton de Pougues-les-Eaux (Nièvre)
- canton de Corbeil (Seine-et-Oise)
- canton de Niort-II (Deux-Sèvres)
- canton d'Amiens-Est (Somme)

Ces élections sont annulées.
Le 19 août 1888, Boulanger se présente à nouveau dans plusieurs circonscriptions et est élu dans le Nord, la Somme et la Charente-Inférieure avec de larges majorités, et choisit  à nouveau le Nord.  
Après des vacances jusqu'en octobre 1888, il marie sa fille, Marcelle. Ce mariage est désapprouvé par sa femme, dont il souhaite par ailleurs divorcer. Cependant, le Saint-Siège refuse de l'autoriser à divorcer. Cette demande lui aliène ses alliés royalistes, qui font pression sur lui pour qu'il y renonce, ceux-ci défendant l'indissolubilité du mariage religieux. Le 2 décembre 1888, il fait un discours ambigu sur les Coups d'État, qu'il dénonce, mais justifie par le fonctionnement du parlementarisme de la Seconde République. Face aux pressions des royalistes qui s'intensifient en ce mois de décembre 1888, il soutient un candidat royaliste dans les Ardennes, propose la dissolution du Conseil républicain national, et promet la restauration monarchique.
La tension est à son comble lorsque Boulanger se présente à Paris en remplacement de Auguste Hude, député décédé, sur un programme en trois mots : « Dissolution, révision, constituante ». Ses adversaires républicains lui opposent le président du Conseil général de la Seine, Édouard Jacques. Le 27 janvier 1889, Boulanger obtient 244 000 voix contre 160 000 voix à son adversaire. Tandis que sa maîtresse, Marguerite de Bonnemains, dîne seule dans un salon voisin, Boulanger célèbre sa victoire avec son état-major au café Durand, place de la Madeleine, sur laquelle se rassemblent 50 000 personnes Thiébaud lui propose de marcher sur la Chambre, avec l'appui de Déroulède qui propose de le faire le lendemain. Boulanger, avec le soutien de Naquet, Rochefort et Dillon, choisit de rester sur place. Ce faisant, il déçoit ses partisans sans apaiser les craintes de ses adversaires, qui s'attachent désormais à le discréditer.
« Minuit cinq. Depuis cinq minutes le boulangisme est en baisse. » dit le soir même de ce 27 janvier 1889, Georges Thièbaud, compagnon de la première heure de Boulanger. Celui-ci s'éloigne du boulangisme, s'estimant lésé et n'ayant plus l'oreille de Boulanger face aux royalistes et aux radicaux. Du côté des députés républicains, la réaction est immédiate. Le scrutin d'arrondissement est rétabli dès février 1889, tandis que Floquet est renversé sur la question de la révision.

### Exil et suicide

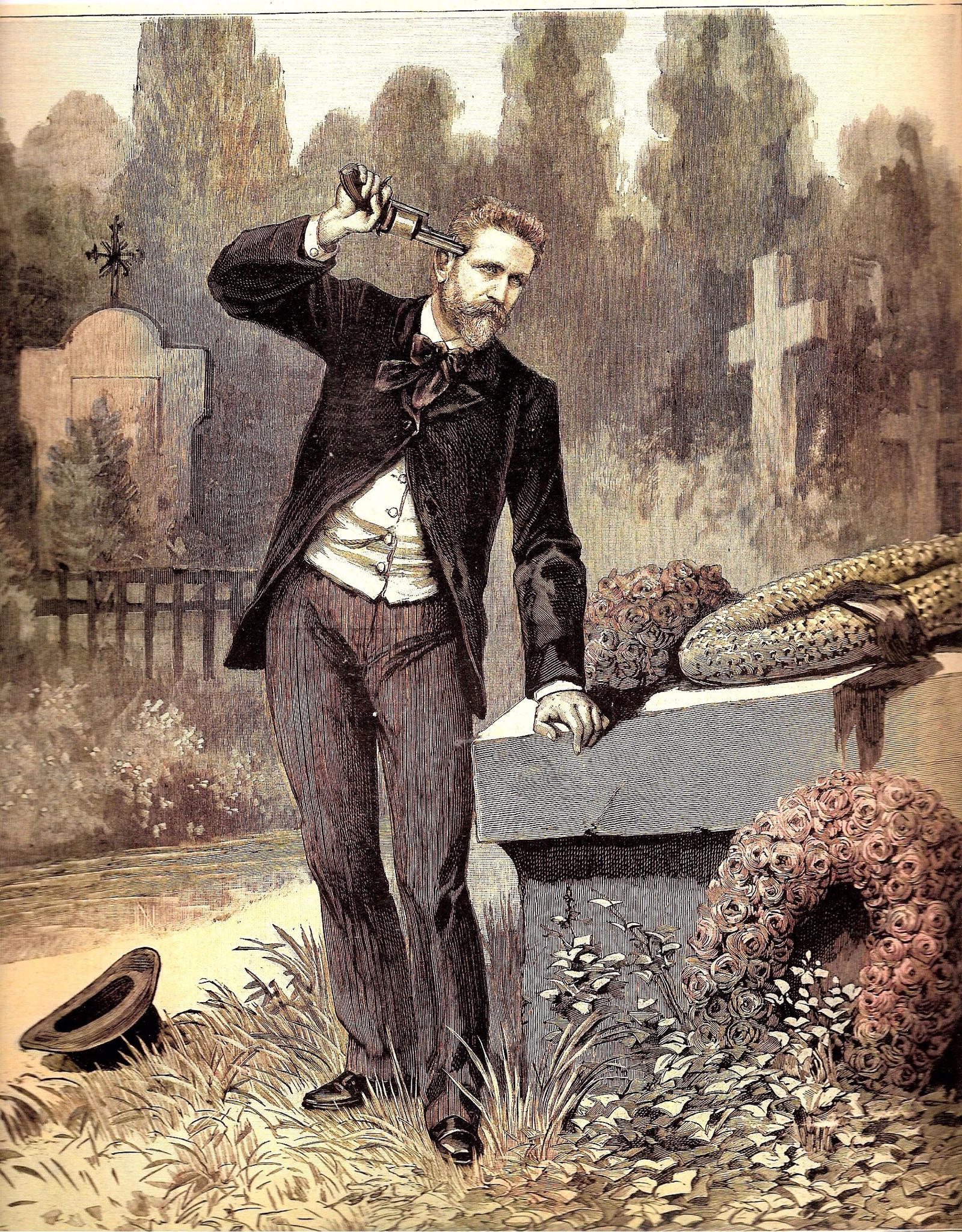
Le suicide du général Boulanger à la une du supplément illustré du Petit Journal (10 octobre 1891).

Le nouveau ministre de l'Intérieur, Ernest Constans, poursuit la Ligue des patriotes, l'un des soutiens de Boulanger, en vertu d'une loi sur les sociétés secrètes. Dès le 7 mars 1889, le Sénat examine le projet de loi sur la procédure à suivre en Haute Cour tandis que l'exil du duc d'Aumale est supprimé par le gouvernement.
Le 3 mars 1889, Boulanger dîne ouvertement chez Henry de Breteuil, accompagné de l'ambassadeur d'Angleterre. Le 7 mars, il est officiellement présenté aux royalistes par la duchesse d'Uzès lors d'un grand banquet qu'il préside. La base républicaine boulangiste ne comprend pas ce rapprochement officiel avec la droite. Cela se poursuit le 17 mars, à Tours, où Boulanger et Naquet prononcent des discours influencés par les royalistes. 4 000 personnes sont présentes pour accueillir le général et 1 300 personnes sont présentes au banquet. Pour la première fois, Naquet parle publiquement de sa théorie de la « marche parallèle » entre le boulangisme et le royalisme et d'une alliance de circonstance contre les opportunistes. Boulanger fait son discours en dernier et après une profession de foi républicaine réitère sa main tendue à la droite et aux catholiques. Il reprend lui aussi la « marche parallèle » avec une comparaison militaire. Ces deux discours mettent le feu aux poudres car l'alliance décriée par les opportunistes devient réelle et certains journaux radicaux comme l'Intransigeant désavouent tacitement le discours. Tandis que la frange républicaine du boulangisme s'éloigne, très peu de catholiques rejoignent le mouvement.
Dès le 3 mars 1889, la menace d'un mandat d'arrêt devient réelle et les boulangistes détruisent certains papiers compromettants. L'entourage de Boulanger s'inquiète véritablement à partir du 13 mars. Dillon est un fervent partisan de la fuite en Belgique, ce que Naquet refuse car il analyse que le mouvement mourra dès qu'il apprendra la fuite du général. Semblant être convaincu par Naquet, Boulanger ne quitte pas tout de suite la France, mais fait écrire une lettre à Alfred Naquet pour lui conseiller de partir pour se couvrir. Finalement, le soir du 14 mars 1889, Boulanger quitte la France pour la Belgique, rejoignant Dillon. Le lendemain, tous les membres de la direction du CRN lui demandent de revenir. Cependant, voyant qu'aucune arrestation n'a lieu, Boulanger revient de lui-même. Hormis ceux précédemment cités, seuls Arthur Meyer et la duchesse d'Uzès savent qu'il y a eu une fuite avortée. 
Finalement, le gouvernement, et surtout Constans, adopte une stratégie d'intoxication informationnelle. D'un côté, il avance réellement vers une arrestation avec une procédure de Haute Cour qui arrive à la Chambre le 29 mars 1889, ainsi qu'un Conseil des ministres le 30 mars qui rend publique une note officielle pour indiquer qu'il souhaite les poursuites contre le général et son entourage. De l'autre côté, dès le 28, des rumeurs d'arrestation immédiate et de dépôt de demande de levée de l'immunité parlementaire de Boulanger le 30, sont démenties par les faits. Les proches de Boulanger tiennent les rumeurs pour vraies ce qui accentue leur peur de l'arrestation de Boulanger. La décision de Boulanger est prise entre le 31 au soir et le 1er avril. Boulanger dine chez les bonapartistes le soir du 31 et le lendemain soir, il rejoint madame de Bonnemains, avec qui il quitte Paris. 
Les explications de la fuite sont multiples : pression de Dillon, de Rochefort, de madame de Bonnemains, la menace gouvernementale et la peur que s'il est arrêté, le parti national se disloquera. Dans les raisons moins avouables, il y a le fait que Boulanger a peur de perdre sa vie de luxe. Il part d'ailleurs sans avoir l'aval de ses alliés hormis Dillon, et sans ses archives qu'il fait uniquement cacher et que la police retrouve facilement, découvrant le réseau de fonctionnaires acquis à Boulanger. Il justifie cette fuite dès le 2 avril et indique qu'il a la preuve qu'il allait être arrêté, sans jamais la montrer, puisqu'inexistante. Il pense avoir pris la bonne décision, ne se reniant jamais et le fait savoir à ses proches. Aucun de ceux-ci ne parvient à le faire revenir. Ce n'est finalement que le 4 avril que la Chambre lève l'immunité parlementaire de Boulanger par 353 voix contre 199.
Boulanger est poursuivi pour « complot contre la sûreté intérieure » mais aussi pour détournement des deniers publics, corruption et prévarication. Le 14 août suivant, le Sénat, réuni en Haute Cour de justice, condamne par contumace pour complot et attentat, Boulanger, Rochefort et Dillon, à la « déportation dans une enceinte fortifiée ». 
À Bruxelles, le général Boulanger vit avec sa maîtresse, Marguerite de Bonnemains, à partir du 1er avril 1889. Cette dernière, née Marguerite Brouzet, a divorcé du vicomte de Bonnemains, petit-fils du lieutenant-général Pierre Bonnemains. Ils se sont rencontrés dans un salon en 1887, et ont un véritable coup de foudre, au point que le général intente une procédure de divorce contre son épouse début 1888, mais il n'y donne pas suite. Elle devient sa maîtresse et le restera pendant quatre ans, jusqu'à sa mort. 
Après deux avertissements officieux du gouvernement belge et la venue du secrétaire général du ministère de la Justice, il est contraint de quitter la Belgique pour l'Angleterre le 24 avril, où il s'installe à Londres. Il est reçu avec curiosité par les aristocrates britanniques mais se voit refuser l'entrée de l'United Service Club (en) face au veto du duc de Cambridge. Il néglige alors la politique pendant plusieurs mois jusqu'en septembre. Le 27 août, il rencontre brièvement le comte de Paris, il doit promettre de mettre fin aux lois d'exil, et peut-être la restauration via un coup de force.
Après l'échec des élections de septembre, où seuls une quarantaine de députés sont élus, ramenés à une trentaine avec les invalidations, Boulanger s'exile à Jersey avec sa maîtresse, où il continue de vivre luxurieusement dans une villa et à rencontrer ses fidèles de moins en moins sous le charme. Boulanger devient en effet acariâtre, impatient et perd sa façade de grand général. Il refuse de décider la stratégie à prendre avant les municipales de Paris, début 1890, et ne peut contenir les forces centrifuges de ses partisans. Contrôlant de moins en moins ses partisans, en janvier, lors des premières partielles, aucune circonscription n'est gagnée par les boulangistes. L'antisémitisme s'invite alors dans la campagne pour les partielles de la Seine lorsque Francis Laur décide contre l'avis de Boulanger de jouer sur ce thème son élection. Boulanger blâme en privé les réunions antisémites mais comme toujours ne passe pas par les voies de la presse ou ne prend de décision tranchée. Tous les sortants sont finalement réélus, trompant les boulangistes sur leur puissance pour les municipales qui approchent. L'état-major du parti décide de renouer avec le boulangisme d'extrême-gauche, très porteur à Paris, et donc de renoncer à toute alliance compromettante avec les conservateurs. C'est un mauvais choix stratégique car la campagne braque les électeurs de droite dont les boulangistes ont besoin pour le ballotage. La campagne est financée par le général lui-même grâce à sa maîtresse, qui vient d'hériter d'une cousine entre 80 000 et 300 000 francs. Fin octobre, le Comité républicain national (CRN) avait promis aux comités boulangistes qu'ils pourraient choisir leur candidat, promesse renouvelée en janvier. Cependant, Boulanger leur indique par une lettre que ce choix devra être le bon, impliquant une validation. De plus, Paul Déroulède souhaite prendre les pleins pouvoirs politiques sur la campagne, et obtenir vingt sièges pour ses ligueurs. Les comités boulangistes entrent alors en conflit ouvert avec les ligueurs. Le CRN publie le 21 mars un communiqué pour affirmer qu'aucune décision concernant les candidatures n'a été prise. La campagne n'a aucune unité, ni direction. Rapidement, le CRN, qui a pour une fois la mainmise sur les fonds boulangistes, décide unilatéralement des candidatures.
Pour la première fois, l'antisémitisme devient électoral puisqu'avec le soutien d'Édouard Drumont et d'Antoine de Vallombrosa, ainsi que de Maurice Barrès, 12 candidatures sont posées. Ils parviennent aussi à organiser plusieurs manifestations en ville, fortement réprimées par la police. Laur participe à la mise en avant de l'organisation de Drumont et tente une alliance officielle avec le boulangisme. Celle-ci est catégoriquement refusée par Boulanger, Alfred Naquet et Déroulède. Le chef du mouvement populiste décide de traiter les antisémites en ennemis. Laur continuant de soutenir les antisémites et de faire campagne sur ce thème. Finalement la déroute boulangiste est totale et seuls 2 sont élus malgré les 30 % de voix boulangistes. 
Du 4 au 5 mai, le bureau du CRN discute sur la manière de rompre avec Boulanger pour se sauver politiquement, tous s'accordent pour dissoudre le CRN et leur permettre de rompre avec Boulanger. Cependant, les sans-grades du CRN s'y refusent puisqu'ils n'ont plus que cette organisation pour avoir une influence politique. Déroulède finit par s'y rallier, et espérer une annexion du CRN à son profit. La dissolution est refusée par 20 voix contre 12. Cependant, le communiqué signé par Laisant déclare que si le programme reste le même, le CRN cesse l'agitation politique. Naquet publie un article dans lequel il reconnait la défaite du boulangisme, suivi par Laguerre. L'Intransigeant rompt les liens avec Boulanger le 11 mai. Le 13 mai, sous l'influence de Pierre Denis, Boulanger, furieux, déclare à Laisant, alors vice-président du CRN, que l'organisation est devenue inutile et qu'il souhaite parler aux militants directement. Le 21 mai, les membres du CRN se réunissent une dernière fois pour la forme et dissoudre le CRN. Castelin conserve les archives tandis que Le Hérissé rachète le mobilier. C'est la fin du boulangisme officiel.
Cependant, de fait, le boulangisme perdure tant que le général fait de la politique. Laguerre et Naquet cherchent donc à se débarrasser de Boulanger, d'abord en tentant sans succès de prendre le contrôle des comités locaux, qui restent fidèle au général. Puis, les deux ex-membres du CRN choisissent de faire révéler, pour l'automne, la place de Boulanger dans l'alliance royaliste tout en évitant de parler de leur propre connaissances de ces événements. C'est Mermeix qui est chargé de la publication des articles, celui-ci prévenant Boulanger de la publication le 19 août. Boulanger lui-même ne répond qu'en octobre dans des déclarations à la presse, admettant des fautes tactiques mais aucune faute morale. Il rejette les problèmes financiers sur Dillon qui ne l'aurait pas prévenu, rejetant la faute sur le CRN et ne soutenant que Rochefort exilé à Londres. Naquet affirme que Boulanger connaissait très bien les fonds puisqu'il les a utilisés pour vivre dans le luxe. La base boulangiste est ébranlée puis se retourne contre Naquet et Laguerre, aveuglée sur Boulanger. Une réunion le 27 septembre de 15 ex-membres du CRN annonce que Mermeix est exclu du mouvement et le mouvement condamne les Coulisses. Finalement, les militants font bloc contre Mermeix, Laguerre et Naquet tandis que les cadres ont peur que les lettres de demande de fonds royalistes soient publiées.
À la fin de l'année, Déroulède tente de devenir le chef du mouvement, pensant obtenir la bénédiction de Boulanger en décembre, il prépare la réorganisation de sa ligue avec les boulangistes quand le 4 janvier, Boulanger le désavoue publiquement, annonçant qu'il n'avait plus aucun représentant en France et prônant l'abstention lors des élections. En privé, il le traite d'« hurluberlu ». Les comités locaux sont en anémie, restant individuels et loyaux à Boulanger. De février à mars 1891, Pierre Denis tente de reconstruire le mouvement, mais c'est à nouveau un échec. Les comités sont en réalité presque vides de militants et scissionnent en série avant de disparaitre. Fin 1890, le boulangisme est bien terminé. Le dernier clou est enfoncé par Boulanger le 9 mai 1891 lorsqu'il annonce ne plus vouloir la révision mais un autre programme qu'il doit annoncer. Ce retournement, permet finalement aux révisionnistes intransigeants de quitter effectivement Boulanger, sans pour autant pouvoir retourner auprès des autres républicains.
En mars 1891, le général et sa maîtresse quittent Jersey pour retourner en Belgique, Marguerite de Bonnemains est effectivement atteinte de tuberculose et meurt le 16 juillet 1891. Boulanger fait graver : « Comment ai-je pu vivre deux mois et demi sans toi » sur son monument funéraire. Boulanger est anéanti, ruiné, seul et ayant perdu la seule personne qu'il aimait véritablement. Il perd ainsi le filtre de perception sur lui et sa situation. Pendant les dix semaines suivantes, il est véritablement à la dérive, songeant au suicide en préparant ses affaires, malgré la présence de sa cousine et de quelques rares amis encore présents. La dernière semaine de septembre, il brûle ses papiers personnels et le 29 septembre, il rédige ses testaments : politique et privé qu'il porte chez le notaire. Le général se donne la mort sur la tombe de sa maîtresse, au cimetière d'Ixelles, le 30 septembre 1891. « Il est mort comme il a vécu : en sous-lieutenant », s'exclame Clemenceau,.

### Souvenirs
La nouvelle de son décès ne provoque aucune émotion particulière dans l'opinion publique, si ce n'est de l'étonnement puis de l'indifférence.  Les lecteurs du Figaro jugent sévèrement l'acte comme de la lâcheté. Ses obsèques attirent cependant une grande foule de 150 000 personnes et la présence de 20 députés boulangistes, mais aucun discours n'est prononcé.
L'année suivant sa mort, Barrès publie un portrait du général inexact. L'Intransigeant organisa un voyage annuel à Ixelles. Cependant, ce pèlerinage devient rapidement de moins en moins important. Dès 1893, la presse n'évoque plus la mort de Boulanger. Paulin-Méry fonde le Comité pour l'entretien de la tombe de Boulanger en 1898 pour tenter de maintenir le souvenir boulangiste mais cela ne prend pas. Barrès s'y rend une dernière fois en 1900 et il n'y a plus que cinq personnes qui se rendent sur sa tombe en 1903. Le dernier voyage a lieu en 1908, avec seulement Paulin-Méry.
Boulanger a cependant une certaine survie littéraire, souvent médiocre, à l'exception des livres de Barrès et Anatole France, jusqu'à la fin du siècle. Georges Boulanger a finalement laissé un souvenir contrasté. Pour les républicains, il s'agit d'un repoussoir, un césariste et un démagogue qu'il faut combattre. Pour les nationalistes, un avant-gardiste, ayant cherché de protéger la nation et la patrie. Dans les deux cas, son véritable profil échappe à ses contemporains et aux hommes politiques de la IIIe République.

### Vie privée
Georges Boulanger épouse le 22 février 1865 une cousine, Lucie Renouard, nièce du pair de France et sénateur Charles Renouard. Ce mariage de raison n'est pas heureux : Lucie, dévote, devient au fil des années de plus en plus austère et Georges enchaîne les infidélités avec des maîtresses (comme Berthe de Courrière). De leur union, naissent deux filles, Hélène-Marie et Marcelle que Boulanger aime profondément. Sa femme le quitte en septembre 1888 avec sa fille aînée, Hélène-Marie à Versailles, où elle décède en 1909. Georges Boulanger vit alors très mal la séparation avec sa fille aînée, tandis que Marcelle prend le parti de son père et se marie avec Émile Driant en octobre de la même année. Cependant, elle finit elle aussi par s'éloigner de son père. Dans son testament, Boulanger « somme » ses filles de respecter ses volontés au nom du mal qu'elles lui ont fait. Il s'agirait d'une réaction à la demande de divorce en 1889 de Boulanger et de sa demande que ses filles rompent tout lien avec leur mère. Refusant, l'inverse se produit. Boulanger se retrouve alors sans famille entre 1889 et 1891.
Boulanger était véritablement un Don Juan, profitant de son charme naturel, ayant de très nombreuses maîtresses dont Gabrielle d'Estèves, elle-même maîtresse du roi de Belgique Léopold, Saling de Jerviel, femme de lettre féministe, la Comtesse de Loynes ainsi que Suzanne Reichenberg et bien d'autres. Marguerite Brouzet devient cependant sa principale amante en 1887 bien qu'il continue ses aventures avec d'autres femmes. Boulanger est décrit par Bertrand Joly comme un homme ayant une impuissance affective et une surpuissance sexuelle, couplée à une incapacité à se contrôler.
Boulanger n'a aussi aucun véritable ami, seulement des camarades et des soutiens. Les relations qu'il noue sont souvent unidirectionnelles et inégales. Il a une vision très utilitaire des relations humaines. Il semble que Boulanger soit devenu en 1888 dépendant à l'opium, situation qui empire à partir de sa défaite électorale en 1889. Cette toxicomanie est connue publiquement dès mars de cette année, avec des utilisations de morphine irrégulières.

## Décorations

### Françaises
- Grand officier de la Légion d'honneur (17 juillet 1886, suspendu en aout 1889)
- Officier de l'ordre des Palmes académiques
- Grand-croix de l'ordre du Nichan Iftikhar
- Grand-croix de l'ordre royal du Cambodge

### Étrangères
- Grand-croix de l'ordre du Médjidié
- Grand-Croix rouge de l'Ordre du mérite militaire d'Espagne
- Commandeur de l'ordre de la Couronne
- Chevalier de l'ordre d'Isabelle la Catholique
- Chevalier de l'ordre des Saints-Maurice-et-Lazare

## Publications
- L'Invasion allemande — Guerre de 1870-1871, Jules Rouff et Cie, Paris, 1888 (trois tomes)

## Postérité

### Chansons sur Boulanger
- En revenant de la revue[78] par Paulus, À bas… Bismarck et vive Boulanger, Notre général bien-aimé.
- Faut plus de gouvernement[79] de François Brunel, 1889 :

«L'gouvernement d'Ferry
Est un système pourri
Ceux d'Floch et de Constant
Sont aussi dégoûtants
Carnot ni Boulanger
Ne pourront rien changer
Pour être heureux vraiment
Faut plus d'gouvernement ! »
- Sur l'air de La Marseillaise[80] :

« Entendez-vous les cimetières,
Frémir au cri de Boulanger ?
Ce sont nos pères et nos frères,
Tous les martyrs qu'il faut venger
Aux armes, citoyens,
Échappons au danger. »

### Parutions contemporaines
Dès juillet 1891, Paul Masson publie les Réflexions et pensées du général Boulanger, extraites de ses papiers et de sa correspondance intime. La préface de ce volume de 296 pages, paru chez l’éditeur Albert Savine, est anonyme et signée de trois astérisques. Le journal Le Gaulois du 8 juillet 1891 se porte garant de l’authenticité de l’ouvrage et affirme que les notes ont été classées et colligées avec le plus grand soin par le général lui-même.
La veuve Marie Quinton (1854-1933), ou mère Quinton, surnommée la « Belle Meunière » dans sa jeunesse, est la confidente de l'amour clandestin entre le général Boulanger (« l'empereur des amoureux ») et sa maîtresse (« la dame aux œillets rouges »). Elle les accueille secrètement à quatre reprises dans son auberge des Marronniers, à Royat, au pied des volcans d'Auvergne, dont le 24 octobre 1887 pour la première fois. Elle les suit dans leur exil à l'île de Jersey, puis à Londres et pour finir à Bruxelles. Elle devait élever leur enfant illégitime et partir aux États-Unis avec eux. Marie Quinton publie en 1895 Le Journal de la Belle Meunière : le général Boulanger et son amie, souvenirs vécus, succès de librairie considérable, réédité quarante-deux fois de son vivant, et qui lui vaut une grande notoriété. À l'Exposition universelle de 1900, à Paris, on installe même au pied du palais du Trocadéro un cabaret « Belle Meunière ». On fait des chars au carnaval de Nice comme en 1909. Elle est enfin la narratrice de la pièce de théâtre consacrée par Maurice Rostand au général Boulanger, donnée à la porte Saint-Martin à Paris en 1931.

### Iconographie

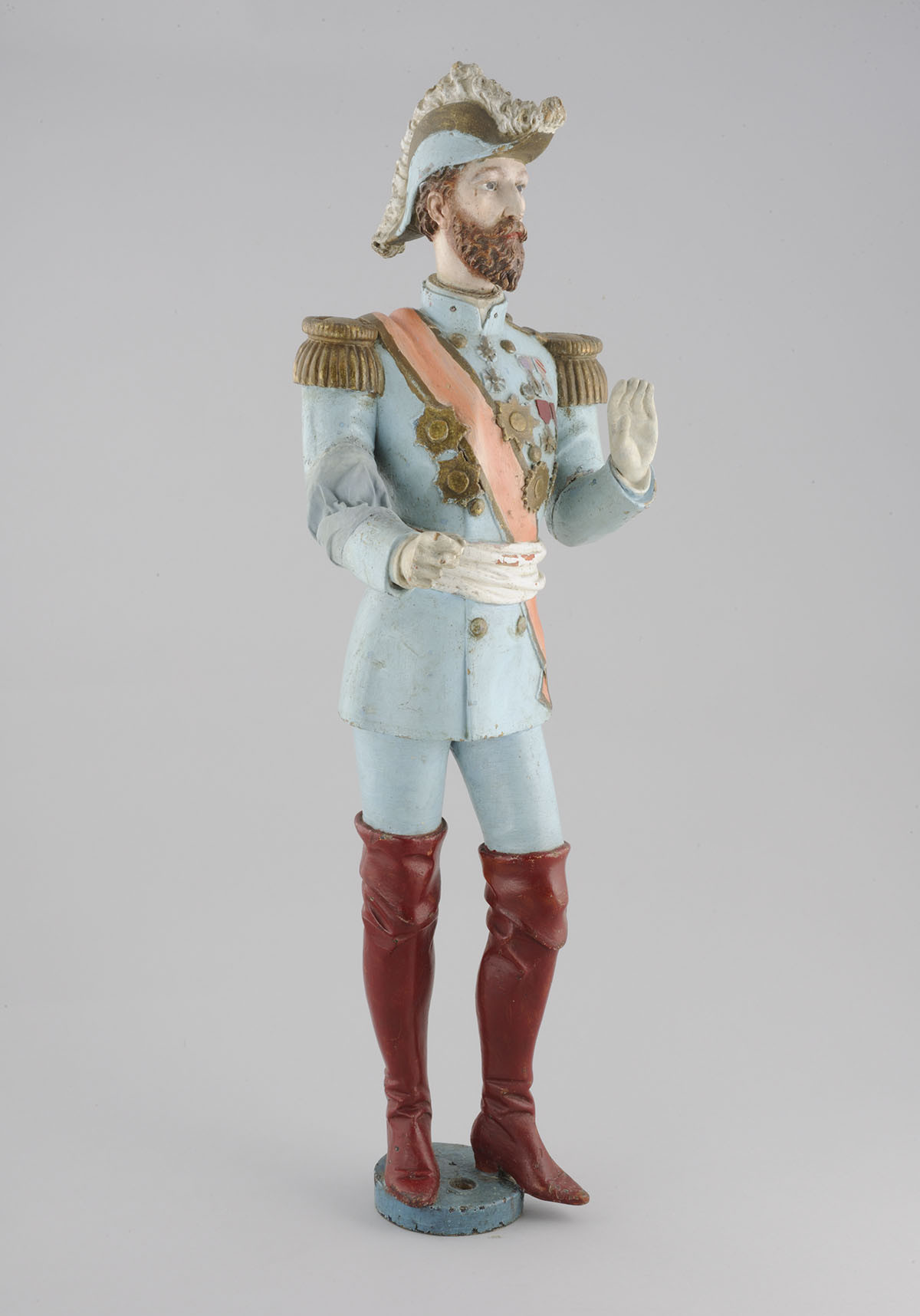
Statue du général Boulanger destinée à un orgue de foire (collection musées départementaux de la Haute-Saône).

Le musée Carnavalet conserve plusieurs médailles de propagande en aluminium à l'effigie du général Boulanger. Il conserve également sa médaille en argent de député du Nord, réalisée en 1887 mais qui porte la date de 1885, début de la législature (ND 4347).

### Témoignages
- Pierre Denis, Le Mémorial de Saint-Brelade, Paris, Paul Ollendorff, 1894 (lire en ligne sur Gallica).
- Marie Quinton, Le Journal de la Belle Meunière : Le Général Boulanger et son amie, souvenirs vécus, E. Dentu, 1895 (pour la 1re édition), 3e éd. (lire en ligne sur Gallica).
- Maurice Barrès, L'Appel au soldat (le roman de l'énergie nationale, tome 2), éd. Fasquelle, 1900 (pour la 1re édition)

#### Ouvrages
- Philippe Levillain, Boulanger, fossoyeur de la monarchie, Paris, Flammarion, 1982, 224 p. (ISBN 2-08-065502-7, présentation en ligne).
- Bertrand Joly, Aux origines du populisme : histoire du boulangisme, Paris, CNRS Éditions, 2022, 600 p. (ISBN 978-2-271-13972-6).
- Jean Garrigues, Le Général Boulanger, Paris, Olivier Orban, 1991, 378 p. (ISBN 2-85565-549-8).
- Jean Garrigues, « Boulanger, ou la fabrique de l'homme providentiel », Parlement(s) : revue d'histoire politique, no 13 « L’homme providentiel »,‎ 2010, p. 8-23 (ISSN 1768-6520, lire en ligne).
- Jean Garrigues, Les hommes providentiels : histoire d'une fascination française, Paris, Éditions du Seuil, 2012, 459 p. (ISBN 978-2-02-097457-8, présentation en ligne).

#### Articles
- Odile Roynette, « Les casernes de Boulanger : pédagogie nationale et républicaine dans l'espace public septentrional », Revue du Nord, Lille, Université Lille-III, no 350 « Armée et société dans le Nord de la France, XVIIe-XXe siècle »,‎ avril-juin 2003, p. 379-392 (lire en ligne)
- Mathieu Providence, « Boulanger avant le boulangisme », Politix, no 72,‎ 2005, p. 155-179 (lire en ligne)